# Commit (SQL)
COMMIT (с англ. — «совершать, фиксировать») — оператор управления транзакциями языка SQL для успешного завершения транзакции. При выполнении оператора изменения, сделанные от начала транзакции и ранее не видимые для других транзакций, фиксируются в базе данных.
Для отката всех изменений транзакции применяется оператор ROLLBACK. Эти две инструкции явным образом завершают транзакцию.

## Oracle
Перед выполнением COMMIT Oracle генерирует логи данных отмены (undo) и повторного выполнения (redo) (они могут быть даже записаны на диск). При выполнении оператора COMMIT таблицы транзакций redo-записей отмечаются SCN (англ. system change number, «номер изменения системы»), буферы redo-журнала сбрасываются на диск (на этом этапе транзакция считается завершённой), освобождаются блокировки, а транзакция отмечается как завершённая.

## Замечания по использованию
Рекомендуется явно завершать транзакции в прикладных программах, используя команды COMMIT WORK или ROLLBACK WORK, в соответствии с первым принципом ACID: транзакция должна быть атомарной. Если явная запись транзакции не была произведена, а прикладная программа завершилась аварийно, СУБД выполнит откат последней незаписанной транзакции.

## Пример
Для добавления строки к таблице MyTable и сохранения изменения введите следующие команды:
```
 
BEGIN
 
TRANSACTION
 
WORK
;

 
INSERT
 
INTO
 
MyTable
 
VALUES
 
(
'50'
,
 
'some string'
);

 
COMMIT
 
WORK
;

```